# Marilândia do Sul
Marilândia do Sul is een gemeente in de Braziliaanse deelstaat Paraná. De gemeente telt 9.197 inwoners (schatting 2009).

## Aangrenzende gemeenten
De gemeente grenst aan Apucarana, Califórnia, Faxinal, Londrina, Mauá da Serra, Rio Bom en Tamarana.